# Kristijan Belić
Kristijan Belić (en serbe : Кристијан Белић), né le 25 mars 2001 à Saint-Trond en Belgique, est un footballeur serbe qui joue au poste de milieu de terrain au Maccabi Tel Aviv, en prêt de l'AZ Alkmaar.

## Biographie

### En club
Né à Saint-Trond en Belgique lorsque son père évoluait dans le club local, Kristijan Belić est notamment formé à l'OFK Belgrade, en Serbie. Il rejoint ensuite West Ham United en 2015 afin d'y poursuivre sa formation.
Il signe en faveur de l'Olympiakós pendant l'été 2019. Le 8 janvier 2020, il joue son premier match en professionnel lors d'une rencontre de coupe de Grèce face au Kalamata FC. Il entre en jeu lors de cette rencontre remportée par son équipe sur le score de deux buts à zéro.
Le 11 juillet 2022, Kristijan Belić rejoint le Partizan Belgrade.
En janvier 2024, Kristijan Belić rejoint les Pays-Bas afin de s'engager en faveur de l'AZ Alkmaar. Il signe un contrat courant jusqu'en juin 2028.
Le 14 septembre 2024, Kristijan Belić marque son premier but en professionnel, contre le SC Heerenveen, en championnat. Il s'agit de ses quatre premiers buts pour l'AZ et ils contribuent au succès de son équipe par neuf buts à un. Cette victoire est la plus large jamais enregistré par le club en première division néerlandaise,.
En août 2025, il est prêté pour une saison avec option d'achat au Maccabi Tel Aviv.

### En sélections nationales
Kristijan Belić est convoqué pour la première fois avec l'équipe nationale de Serbie en mars 2024 par le sélectionneur Dragan Stojković. Il honore sa première sélection contre l'Espagne le 5 septembre 2024. Il entre en jeu à la place d'Andrija Živković et les deux équipes se neutralisent ce jour-là (partage, 0-0).

## Vie privée
Kristijan Belić est le fils de Dušan Belić (en), un ancien gardien de but serbe qui a notamment joué au Saint-Trond VV. Il est né lorsque son père jouait dans le club belge. Son frère Luka Belić (en) est également footballeur professionnel.